# 绿色农业
綠色農業為一種21世紀後興起的新農業模式，發展複合農林業、減少土地開墾、使用天然肥料等新型綠色農業技術，複合農林業是一種旨在單位土地上獲得最大效益的土地利用技術和經營體系。它通常把包括喬木、灌木和竹子等在內的多年生木本植物種植在農業或牧業用地上，透過對農作物多重經營，提升土地、光、水和肥料等農業資源的利用率同時，達到增加產量、保護環境的目的。可以使全球實現碳中和的目標，據統計由於農業生產、砍伐森林以及其他改變土地用途的做法所導致的溫室氣體排放，約佔全球排放總量的三分之一。
聯合國環境規劃署指出，廣泛採用“綠色農業”技術，可使全球在對抗氣候變化、增加糧食產量、減貧等方面取得多重效益，理論上可以使全球農業到2030年實現碳中和的目標，並到2050年滿足屆時全世界約 90 億人口的糧食需求。